# Dolinnoe
Dolinnoe è un comune della Moldavia situato nel distretto di Criuleni di 1.123 abitanti al censimento del 2004

## Località
Il comune è formato dall'insieme delle seguenti località: (popolazione 2004)
- Dolinnoe (877 abitanti)
- Valea Coloniţei (147 abitanti)
- Valea Satului (99 abitanti)